# Tseng Hsiao-Fen
Tseng Hsiao-Fen (16 de noviembre de 1972) es una deportista taiwanesa que compitió en judo. Ganó una medalla de bronce en los Juegos Asiáticos de 1994 y dos medallas de bronce en el Campeonato Asiático de Judo, en los años 1991 y 1993.

## Palmarés internacional
| Representando a China Taipéi |                   |                   |           |
| Juegos Asiáticos             |                   |                   |           |
| Año                          | Lugar             | Medalla           | Categoría |
| 1994                         | Hiroshima (Japón) | Medalla de bronce | –52 kg    |
| Campeonato Asiático          |                   |                   |           |
| Año                          | Lugar             | Medalla           | Categoría |
| 1991                         | Osaka (Japón)     | Medalla de bronce | –56 kg    |
| 1993                         | Macao (Portugal)  | Medalla de bronce | –52 kg    |